# K.u.k. Sappeure

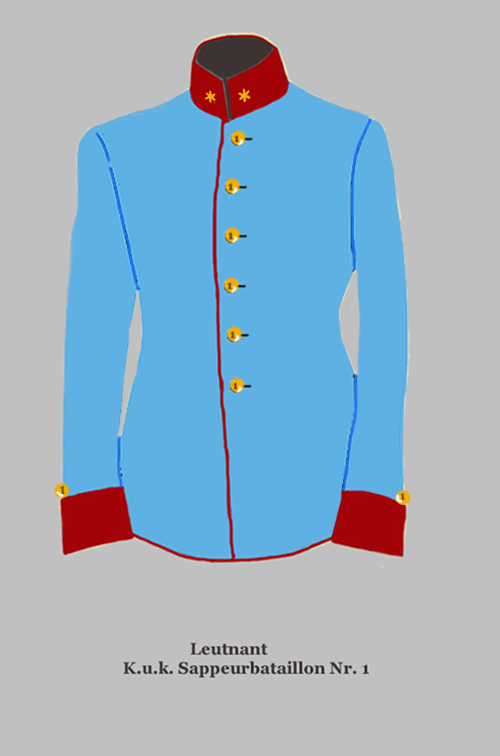
Waffenrock Leutnant der Sappeure

Die Sappeure waren eine eigenständige Waffengattung der k.u.k. Landstreitkräfte.

## Geschichte

K.u.k. Sappeure (Fahrsoldaten) Ersatzkader Prag, Böhmen (1910)

Bis zum 1. Oktober 1912 existierte diese Truppe noch nicht, die ihr künftig zufallenden Aufgaben waren bis dahin von den Pionieren wahrgenommen worden. Die Pioniere waren bisher mit allen im Feld- und Festungskrieg, sowohl auf dem Wasser als auch auf dem Land durchzuführenden Arbeiten betraut gewesen. Für den speziellen Festungskrieg hatte man die jeweiligen 5. Kompanien der Pionierbataillone nach diesen Bedürfnissen ausgerüstet und ausgebildet; diese Kompanien mussten jedoch auch noch am allgemeinen Pionierdienst teilnehmen, wenn auch nur in eingeschränktem Ausmaß.
Auf Grund der Erfahrungen der letzten außereuropäischen Kriege, sowie des rasanten Fortschritts der Militärtechnik, insbesondere der Artillerie, fasste man im k.u.k. Kriegsministerium den Entschluss zur Reform der Pioniertruppe. Man wandelte daher die bisherigen 15 Pionierbataillone in 14 Sappeur- und acht Pionierbataillone um, wobei für den Brückenbau und Flussminenkampf ein zusätzlicher Kaderverband errichtet wurde. Bedingt durch diese Teilung hatte die Sappeurtruppe künftig den Landdienst zu übernehmen. Dieser betraf die technischen Arbeiten des Festungskrieges, der Feldbefestigungen, Sprengwesen, Bau von Notbrücken aller Art, Eisenbahninstandsetzung, Straßen und Telegraphenbau.
Im Laufe des Krieges kamen noch die Gesteinsbohrtrupps hinzu, die durch das Minieren im Kleinen Lagazuoi, dem Col di Lana und der italienischen Platte auf dem Monte Pasubio auf das Kriegsgeschehen erheblichen Einfluss genommen haben.
Zudem wurde im November 1915 in Krems an der Donau als Spezialeinheit das Sappeur-Spezialbataillon für den Gaskrieg aufgestellt, das ab Februar 1916 als Sappeurbataillon Nr. 62 bezeichnet wurde.

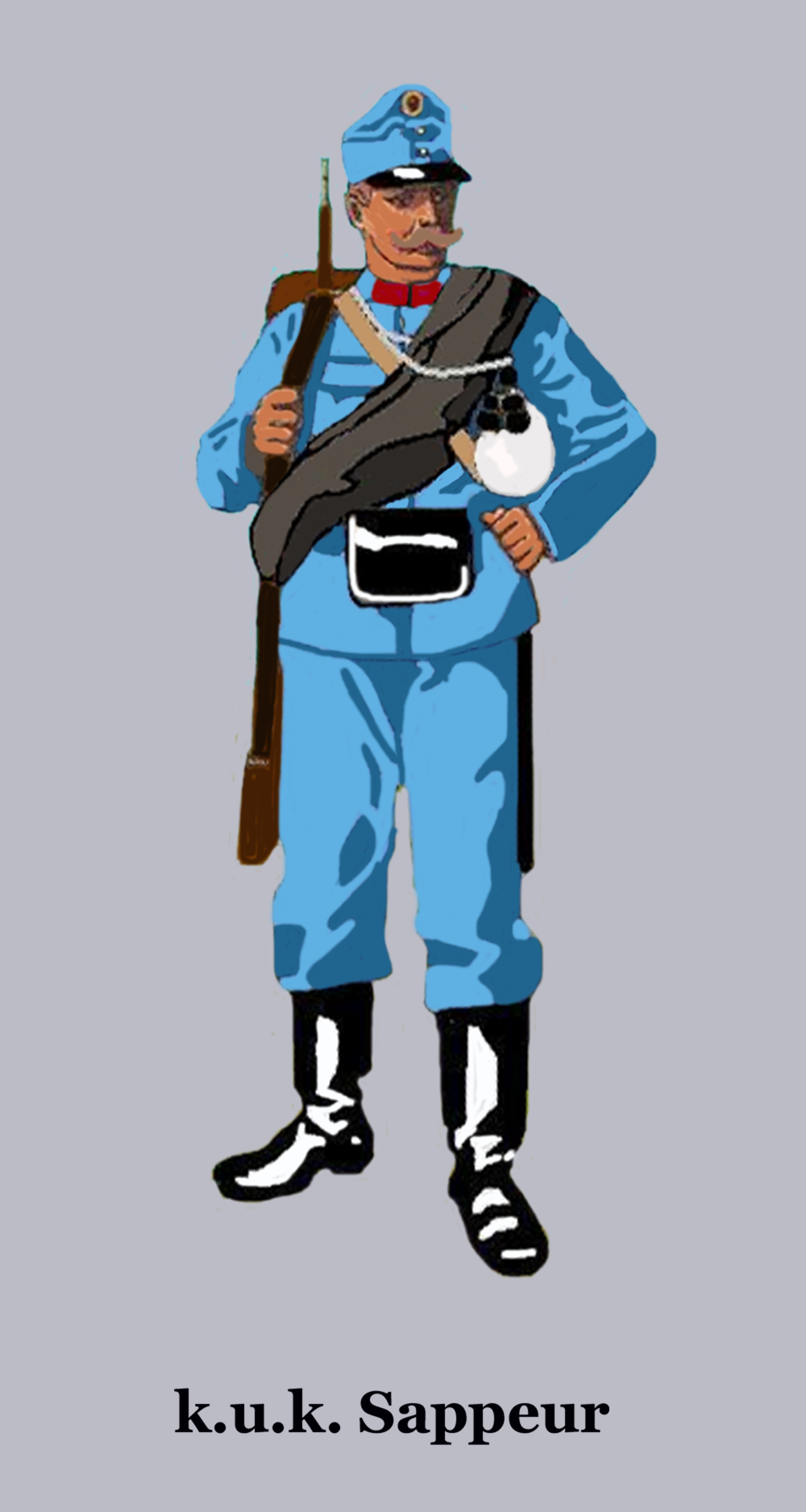
Sappeur in Marschadjustierung

Die Verdienste dieses Truppenteils bzw. seiner Vorgängerformationen zeigt sich darin, dass in den Jahren bis zum Beginn des Ersten Weltkrieges an Offiziere dieser Waffe allein elf Kommandeurskreuze und 43 Ritterkreuze des Militär-Maria-Theresienordens verliehen wurden.
Bereits im ersten Jahr ihres Bestehens wurden die Sappeure bei Hochwasserkatastrophen herangezogen. 1913 leisteten  Detachements der Bataillone Nr. 1, 7, 10, 11, 12 und 13 der Bevölkerung in Ungarn, Kroatien, Galizien und Bosnien wertvolle Dienste.

### Aufgaben
Dass die Sappeurtruppe, wenn auch zunächst nur als Hilfstruppe bezeichnet, tatsächlich eine moderne Kampftruppe der ersten Linie war, zeigt sich bei einem Vergleich mit ihrer Vorgängerin, der Genietruppe früherer Jahre. Diese Genietruppe war nur ein Verfügungsverband, der den Erfordernissen entsprechend von den verschiedenen Armeegruppen angefordert und eingesetzt wurde. Die Sappeurbataillone hingegen waren bereits als Stammtruppenteil jeweils einem Korps zugewiesen und hatten in vorderster Linie offensiv an den Kampfhandlungen teilzunehmen. Aufgabe hierbei war es, der Truppe durch den Bau von Notbrücken und Stegen sowie durch Wegräumen von Hindernissen den Weg zu bahnen, als auch, falls erforderlich, Feldbefestigungen anzulegen. Wenn auch der sog. Wasserdienst (Schwimmbrücken) nicht die Aufgabe der Sappeurtruppe war, musste sie auch hier wenigstens ansatzweise tätig werden können. Die Bedienung des Kriegsbrückenmaterials und der schwimmenden Übersetzmittel war zwar der Pioniertruppe vorbehalten, jedoch der Bau von Notbrücken und der sog. Eisenbahnprovisorien (Eisenbahnbehelfsbrückenbau durch Instandsetzung von gesprengten Eisenbahnbrücken) fiel in den Aufgabenbereich der Sappeure, da die Eisenbahner (k.u.k. Eisenbahnregiment) wegen fehlender Personalressourcen zu letzterem oftmals nicht in der Lage gewesen wären.
Die Offiziere mussten nicht nur auf allen Gebieten der Ingenieurwissenschaften (zum Erreichen der Stabsoffiziersgruppe hatten sie ein Ingenieurstudium vorzuweisen) und deren praktischen Anwendungen auf die Kriegstechnik bewandert sein, auch Improvisationstalent und rasche Auffassungsgabe waren für einen Sappeuroffizier unerlässlich.

### Sappeurinspektionskommandos
- Budapest: Sappeurinspizierender:Oberst Vinzenz Ströher (Sappeur-Bataillone 5/7/12/13)
- Graz: Sappeurinspizierender: Oberstleutnant Andreas Hackenberger (Sappeur-Bataillone 2/3/4/5)
- Innsbruck: Sappeurinspizierender: Oberst Balthasar Stephan (Sappeur-Bataillone 8/9/14)
- Przemyśl: Sappeurinspizierender: Oberstleutnant Josef Nechleba (Sappeur-Bataillone 1/10/11)

## Die Sappeurbataillone
| I. | II. |
| --- | --- |
| - Sappeurbataillon Nr. 1 Errichtet: 1912 – I. Korps – 24. Infanterie-Brigade Nationalitäten: 50 % Polen – 23 % Deutsche – 23 % Tschechen – 4 % Andere Garnison: Krakau (Pionierbataillons-Barackenkaserne) Kommandant: Major Vinzenz Reimer Bataillonssprachen: Polnisch, Deutsch, Tschechisch Sappeurinspektion: Przemyśl - Sappeurbataillon Nr. 2 Errichtet: 1912 – II. Korps – 50. Infanterie-Brigade Nationalitäten: 82 % Deutsche – 18 % Andere Garnison: Krems Kommandant: Major Rudolf Herkner Bataillonssprache: Deutsch Sappeurinspektion: Graz - Sappeurbataillon Nr. 3 Errichtet: 1912 – III. Korps – 56. Infanterie-Brigade Nationalitäten: 48 % Deutsche – 45 % Slowenen – 7 % Andere Garnison: Görz Kommandant: Major Leo Maschek Bataillonssprachen: Deutsch, Slowenisch Sappeurinspektion: Graz - Sappeurbataillon Nr. 4 Errichtet: 1912 – III. Korps – 12. Infanterie-Brigade Nationalitäten: 20 % Deutsche – 74 % Magyaren – 6 % Andere Garnison: Villach (Hensel-Kaserne), Ersatzkompaniekader in Budapest, Maria-Theresia-Kaserne, Üllöi-út 47/49 47° 28′ 34″ N, 19° 5′ 50″ O Kommandant: Major Franz Wagner Bataillonssprache: Ungarisch Sappeurinspektion: Graz - Sappeurbataillon Nr. 5 Errichtet: 1912 – V. Korps – 66. Infanterie-Brigade Nationalitäten: 40 % Deutsche – 32 % Magyaren – 23 % Slowenen – 5 % Andere Garnison: Komaróm Kommandant: Major Friedrich Jobst von Ruprecht Bataillonssprachen: Deutsch, Ungarisch - Sappeurbataillon Nr. 6 Errichtet: 1912 – III. Korps – 55. Infanterie-Brigade Nationalitäten: 72 % Magyaren – 28 % Andere Garnison: Pola (Ersatzkompaniekader in Komaróm) Kommandant: Major Karl Müller Bataillonssprache: Ungarisch Sappeurinspektion: Graz - Sappeurbataillon Nr. 7 Errichtet: 1912 – VII. / XIII. / XV. Korps Nationalitäten: 53 % Magyaren – 25 % Deutsche – 22 % Andere Garnison: Sarajevo (Defensionslager 43° 51′ 24″ N, 18° 23′ 42″ O) 1. Komp. in Teodo, 2. Komp. in Trebinje, Ersatzkompaniekader in Szeged Kommandant: Major Rudolf Conrad Bataillonssprache: Ungarisch, Deutsch | - Sappeurbataillon Nr. 8 Errichtet: 1912 – unterstellt dem XIV. Korps – 96. Infanterie-Brigade Nationalitäten: 73 % Tschechen – 26 % Deutsche – 1 % Andere Garnison: Rovereto (Ergänzungsbezirk VIII. AK; Ersatzkompaniekader in Prag-Karolinenthal, Palackystraße 20/10 Kaiser Ferdinand-Kaserne) Kommandeur: Oberstleutnant Franz Schmidt Bataillonssprachen: Tschechisch, Deutsch Sappeurinspektion: Innsbruck - Sappeurbataillon Nr. 9 Errichtet: 1912 – XIV. Korps – 96. Infanterie-Brigade Nationalitäten: 66 % Tschechen – 31 % Deutsche – 3 % Andere Garnison: Riva del Garda (Ersatzkompaniekader in Theresienstadt) Kommandant: Major Joseph Lichtblau Bataillonssprachen: Tschechisch, Deutsch Sappeurinspektion: Innsbruck - Sappeurbataillon Nr. 10 Errichtet: 1912 – X. Korps – 47. Infanterie-Brigade Nationalitäten: 50 % Polen – 30 % Ruthenen – 20 % Andere Garnison: Przemyśl Kommandant: Major Joseph Hněvkovský Bataillonssprache: Polnisch, Ruthenisch Sappeurinspektion: Przemyśl - Sappeurbataillon Nr. 11 Errichtet: 1912 – XI. Korps – 21. Infanterie-Brigade Nationalitäten: 32 % Polen – 48 % Ruthenen – 20 % Andere Garnison: Lemberg (Kleparowska) Kommandant: Oberstleutnant Hugo Haluska Bataillonssprachen: Polnisch, Ruthenisch Sappeurinspektion: Przemyśl - Sappeurbataillon Nr. 12 Errichtet: 1912 – XII. Korps – 69. Infanterie-Brigade Nationalitäten: 50 % Magyaren – 36 % Rumänen – 14 % Andere Garnison: Gyulafehérvár Kommandant: Major Zdenko Dvořák Bataillonssprachen: Ungarisch, Rumänisch - Sappeurbataillon Nr. 13 Errichtet: 1912 – XIII. Korps – 13. Infanterie-Brigade Nationalitäten: 86 % Serben/Kroaten – 14 % Andere Garnison: Esseg Kommandant: Major Otto Jenker Bataillonssprache: Serbokroatisch - Sappeurbataillon Nr. 14 Errichtet: 1912 – XIV. Korps – 121. Infanterie-Brigade Nationalitäten: 98 % Deutsche – 2 % Andere Garnison: Festung Trient (Ersatzkompaniekader in Linz, Ludlgasse 9) Kommandant: Major Ferdinand Korb Bataillonssprache: Deutsch Sappeurinspektion: Innsbruck |

## Wahlspruch
Der Wahlspruch der Sappeure bezieht sich auf die beiden bei der Verteidigung von Malborghet und Predilsattel im Jahre 1809 gegen Napoleonische Truppen gefallenen Ingenieurhauptleute Johann Hermann von Hermannsdorf und Friedrich Hensel.
Er lautet:

„„Ihnen strebet nach! Erreichen könnt ihr sie, übertreffen nicht!““

## Uniform

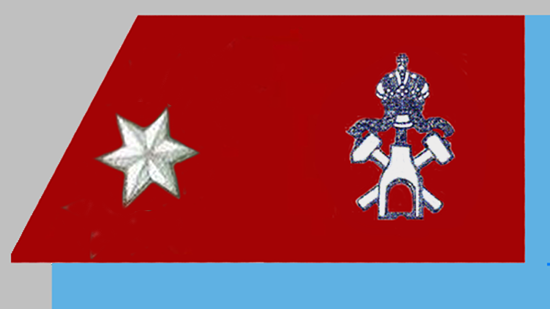
Paroli mit Sonderabzeichen für Gesteinsbohrtrupp

Die Uniform und Ausrüstung richtet sich nach den Pionieren. Einziger Unterschied war die Egalisierung. Die Sappeure trugen im Gegensatz zum Stahlgrün der Pioniere kirschrote Parolis.

## Anmerkung
Kriegsbrücken nannte man Brücken, die aus eingelagerten und mitgebrachten bzw. vorgefertigten Materialien erbaut wurden. (Auch Schwimmbrücken wurden als Kriegsbrücken bezeichnet.) Notbrücken wurden aus vor Ort vorgefundenem (requiriertem oder in Eigenleistung geschlagenem) Holz gefertigt.
1. ↑  Alle gemachten Angaben beziehen sich auf August 1914
2. ↑  Wolfgang Zach: „Unter die Masken!“ Giftgas auf den Kriegsschauplätzen Österreich-Ungarns im Ersten Weltkrieg. ÖBV & hpt, Wien 2000, ISBN 3-215-12751-2, S. 77.